# چوللو (آق‌دام)
چوللو (به لاتین: Çullu) یک منطقه مسکونی در جمهوری آذربایجان است که در شهرستان آق‌دام واقع شده است.